# 人民大学習堂
人民大学習堂（じんみんだいがくしゅうどう）は、朝鮮民主主義人民共和国（北朝鮮）平壌市中区域にある国立図書館、総合学術サービス施設である。

## 概要
北朝鮮国営外国文出版社のHPによれば「チュチェ思想教育と科学技術、文化知識普及の拠点として、朝鮮における全社会のインテリ化の中心基地であり、勤労者の通信総合大学」とされ、図書館と通信制大学を有する。

## 建物
1979年12月2日に着工し、1年9か月後の1982年8月に完成した。「大記念碑的創造建設」計画の下、金日成古希慶祝事業の一環として主体思想塔、凱旋門、金日成競技場とともに建設が始まった。朝鮮古来の建築様式を近代建築に適用したデザインで、10階建てである。6階のサロンにはテラスがあり、正面には主体思想塔が見える。同大学習堂と路面を隔てた前面に、同国の軍事パレードで使用される主席壇が有る。
1983年4月には開館一周年を記念した70チョン切手が発行された。

## 設備
建築面積は約10万平方メートルで、図書閲覧室、語学講座教室、自習者が各分野の専門家に直接質問が出来る質疑応答室、コンピューターによる情報サービスセンター、会議室など約600の部屋を有する。1991年以前においては、学習堂内の学習機器やコンピューター機器はソニー、シャープ、日立、学研などの日本製品がほとんどを占めていた。
図書館の蔵書能力は約3,000万冊とされる。外国語の図書を翻訳して書籍化、音声テープ化する作業も行なっている。
日本語書籍の書架には科学技術関連の書籍が多く、特にコンピューター関連の書籍が目立ったという。これらの蔵書を書庫から取り出すのは自動化されているとされる。「慣性運搬装置」という特殊な機械を採用しているが、1987年の時点では稼動しておらず、館内の書棚には図書が分類もされずに無造作に並んでいた。また、金日成と金正日の著書を紹介するショーケースが配されている。

## 画像
- 中央ホール
- 閲覧室
- 陳列された図書
- 電子閲覧室
- マルチメディア外国語学習室
- 金日成と金正日の肖像画
- ライトアップ